# Maurice Baquoy
Maurice Baquoy (* um 1680; † 6. August 1747 in Paris) war ein französischer Kupferstecher. 

## Werdegang
Er wurde um 1680 geboren und arbeitete von 1710 bis 1740 in Paris. Er gravierte eine Reihe von Vignetten für die Histoire de France (Paris 1713) von Gabriel Daniel nach Entwürfen von François Boucher. Außerdem schuf er eine Reihe von Landschaften und Ansichten sowie eine Seeschlacht nach P. D. Martin dem Jüngeren (Seegefecht bei Hangouss am 27. Juli 1714) – eines der vier großen Schlachtstücke nach Martin, die er in Paris für Zar Peter den Großen gravierte. 

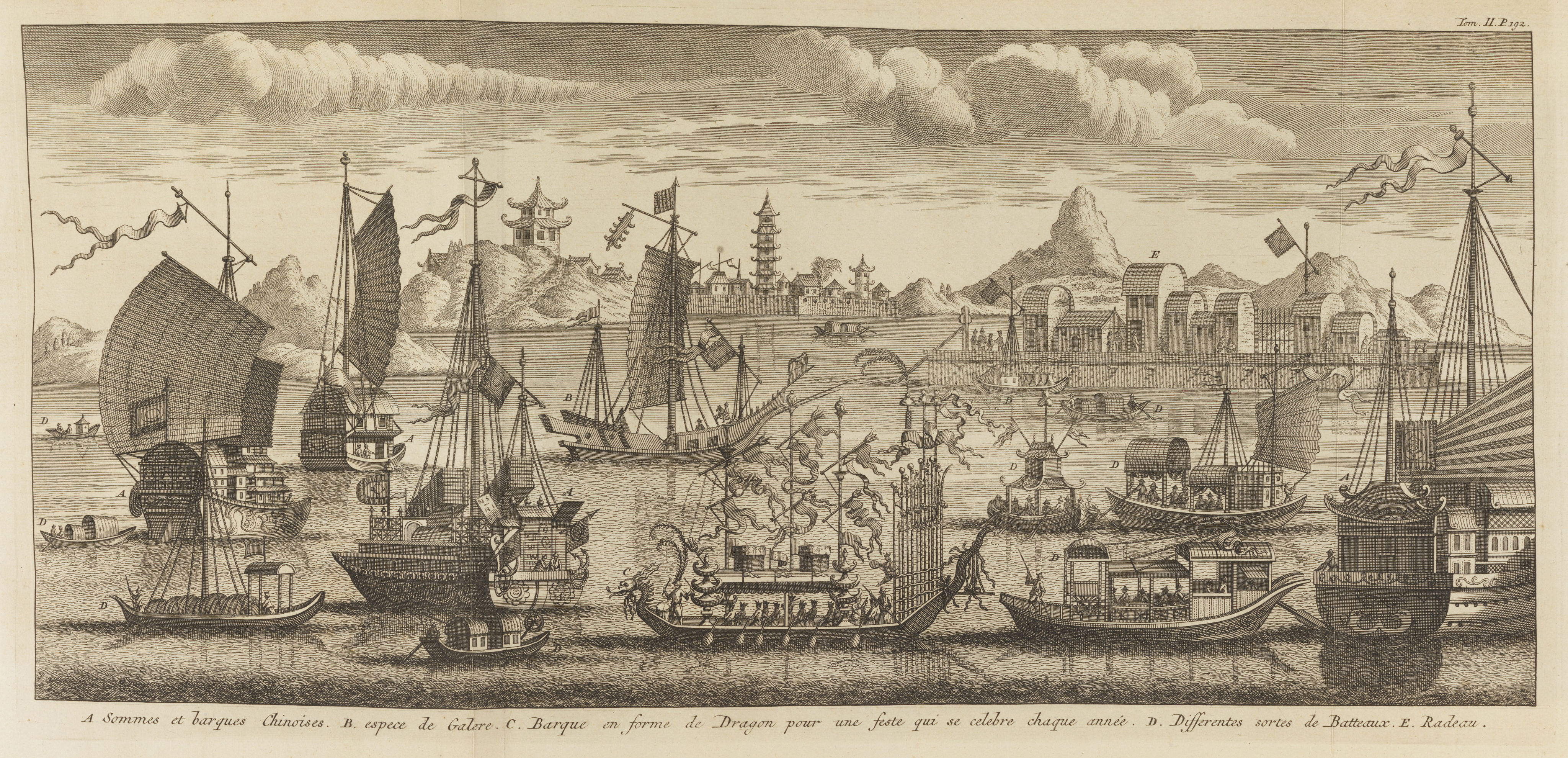
Description de la Chine et de la Tartarie chinoise, Band 2 nach Seite 162, 1736, Sommes et barques Chinoises (Antoine Humblot delin. / Maurice Baquoy sculp.)

Ebenso gravierte Baquoy Bilder für Jean-Baptiste Du Halde’ Werk Description de la Chine et de la Tartarie chinoise. 
Man kennt von ihm unter anderem auch Vignetten für die Histoire de l’abbaye de St. Germain-des-Prez (Paris 1724) von Jacques Bouillart und eine Ansicht vom Portal des Hospitals St. François in Rouen.
Maurice Baquoy starb am 6. August 1747. Sein Sohn Jean Charles Baquoy (1721–1777) und dessen Sohn Pierre Charles Baquoy (1759–1829) waren ebenfalls als Kupferstecher in Paris tätig.